# エルミサウルス
エルミサウルス（Elmisaurus）白亜紀後期に生息した恐竜の絶滅属である。オヴィラプトロサウルス類の獣脚類である。化石はモンゴルから足と手の骨が発見されている。

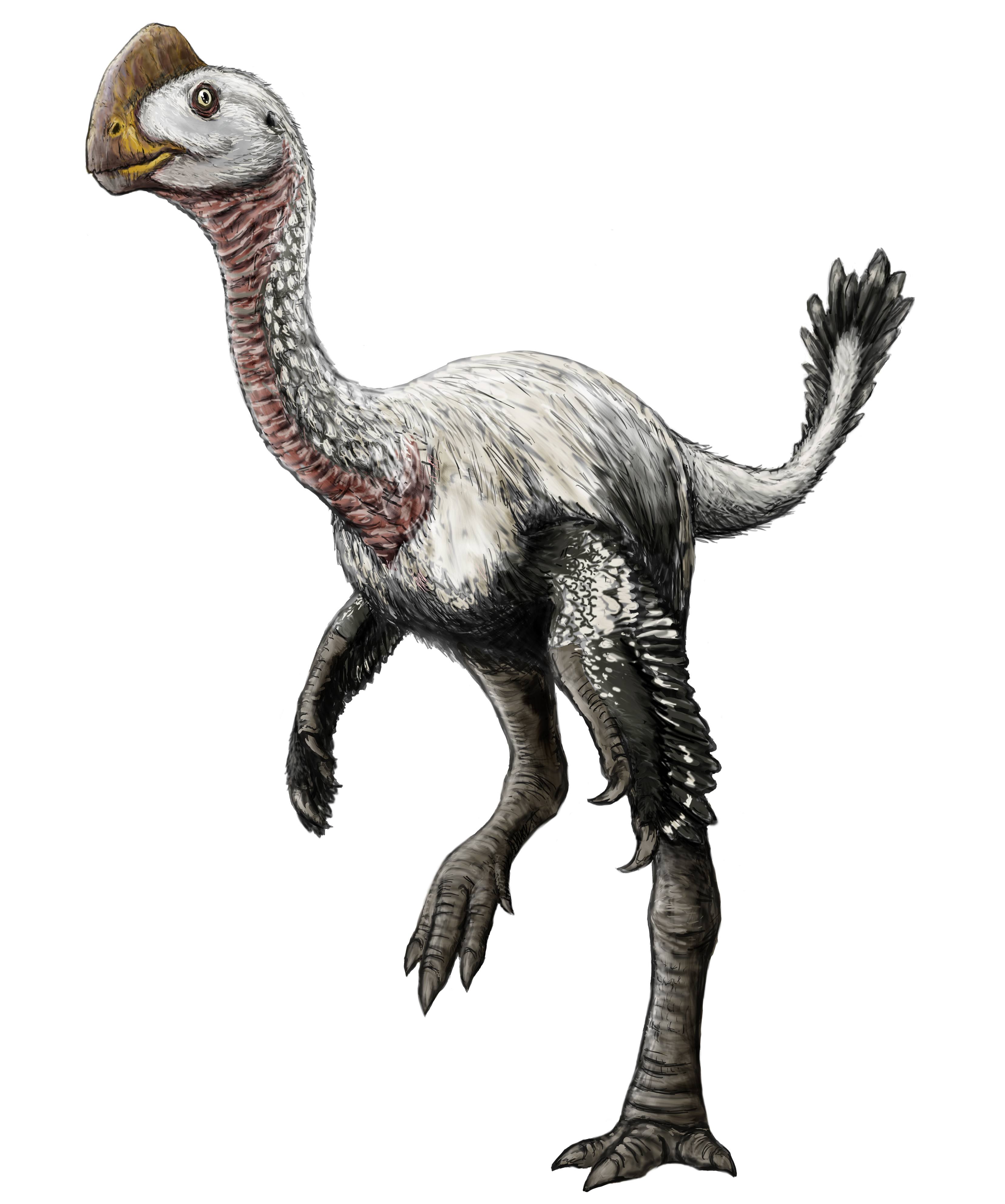
肢の骨と近縁種に基づいた仮定の生態復元図

## 研究史
1970年、ポーランド-モンゴル共同古生物学調査隊によりモンゴル、ウムヌゴビ県で2つの小型獣脚類の断片的な化石が発見された。
タイプ種Elmisaurus rarus は1989年にハルツカ・オスモルスカにより命名、記載された。属名はモンゴル語で「足の裏」を意味するelmyi あるいはölmyiから派生していて、これはタイプ標本が中足骨であると考えられたためである。 種小名はラテン語で「珍しい」という意味である。ホロタイプ標本 ZPAL MgD-I/172は足根骨と癒合した左の中足骨である。2つのパラタイプ標本があり、ZPAL MgD-I/98は右の手と足、 ZPAL MgD-I/20は大型の個体の左側の中足骨の上部で断片である。
第2の種Elmisaurus elegansは1989年フィリップ・カリーにより命名された。この北アメリカの種は初め1933年にウィリアム・パークスにより足の標本ROM 781に基づいてオルニトミムスの一種として記載された。カリーはまた、顎の断片に基づくアメリカの種カエナグナトゥス・ステルンベルギ（Caenagnathus sternbergi）もE. elegansであるとした。これらの標本は保存状態が悪く、タイプ種と地理的隔たりも大きいため、アメリカの種をエルミサウルスに分類することには異論がある。1997年ハンス・ディーター・ズースはこれらの隔たりゆえエルミサウルスの第2の種はキロステノテスに属し、Chirostenotes elegansとするべきであると表明した。この意見をカリーには受け入れられなかった。しかし、マリアンスカ、オスモルスカといった研究者はズースのE. elegansをキロステノテスとする再分類案を支持した

## 病理
2001年のブルース・ロスチャイルドらによる研究では23個のエルミサウルスのものとされた足の骨について疲労骨折の痕跡が検証されたが、まったく発見されなかった。

## 参照
1. ↑  Osmólska, H. (1981). Coossified tarsometatarsi in theropod dinosaurs and their bearing on the problem of bird origins. Palaeontologica Polonica 42:79-95.
2. ↑  Currie, P.J. (1989). "The first records of Elmisaurus (Saurischia, Theropoda) from North America." Canadian Journal of Earth Sciences 26(6):1319-1324
3. ↑  Parks, W.A. (1933). New species of dinosaurs and turtles from the Upper Cretaceous formations of Alberta. University of Toronto Studies, Geological Series 34:1-33.
4. ↑  Sues, H.-D. (1997). "On Chirostenotes, a Late Cretaceous oviraptorosaur (Dinosauria: Theropoda) from western North America." Journal of Vertebrate Paleontology 17(4):698-716.
5. ↑  Currie, P.J., 2005, "Theropods, including birds". In: Currie, P.J. and Koppelhus E.B. (eds). Dinosaur Provincial Park, a spectacular ecosystem revealed, Part Two, Flora and Fauna from the park. Indiana University Press. pp. 367-397
6. ↑  Maryanska, Osmolska and Wolsan, (2002). "Avialan status for Oviraptorosauria." Acta Palaeontologica Polonica, 47(1): 97-116.
7. ↑  Rothschild, B., Tanke, D. H., and Ford, T. L., 2001, Theropod stress fractures and tendon avulsions as a clue to activity: In: Mesozoic Vertebrate Life, edited by Tanke, D. H., and Carpenter, K., Indiana University Press, p. 331-336.